# Vernichtungskopfschmerz
Vernichtungskopfschmerzen (primäre Donnerschlagkopfschmerzen, englisch thunderclap headache) sind plötzlich einsetzende, sehr starke Kopfschmerzen, welche das Schmerzmaximum innerhalb der ersten 60 Sekunden erreichen. Im Gegensatz zu den meisten Kopfschmerzen gehören Vernichtungskopfschmerzen zu den medizinischen Notfällen mit potentiell letalem Ausgang. In industrialisierten Ländern wird eine Inzidenz von 43 pro 100.000 Erwachsener pro Jahr angenommen.

## Ursachen
Häufige Ursachen für Vernichtungskopfschmerzen sind:
- Subarachnoidalblutung: häufigste Ursache
- Neurovaskuläre Erkrankungen: z. B. reversibles zerebrales Vasokonstriktionssyndrom (RCVS)
- Infektionen
- erhöhter Hirndruck
- erniedrigter Hirndruck
- zervikale Arteriendissektion
- zerebrale Venenthrombose

Als weitere Ursachen kommen in Frage:
- Intrazerebrales Hämatom
- Intraventrikuläre Blutung
- Akutes Subduralhämatom
- Schlaganfall
- Tumoren
- Akute Sinusitis
- Meningitis
- Hypophyseninfarkt
- Zerebrales Aneurysma ohne akute Blutung
- Kardialer Kopfschmerz durch myokardiale Ischämie

Lässt sich nach ausführlicher Diagnostik keine Ursache sichern, so kann ein Primärer Donnerschlagkopfschmerz diagnostiziert werden.

## Diagnostik
Die häufigste und auch gefährlichste Ursache für die Vernichtungskopfschmerzen ist die Subarachnoidalblutung. Diese kann meist mit einem Schädel-CT festgestellt werden. Ist das CT negativ, wird eine Lumbalpunktion durchgeführt. Kann eine Subarachnoidalblutung als Ursache ausgeschlossen werden, erfolgt eine Bildgebung der zervikalen und zerebralen Gefäße und ein MRT des Gehirns.